# 71-es villamos (Bécs)
A bécsi 71-es jelzésű villamos a város villamoshálózatának egy 10,8 km hosszú tagja, a Ringen indul a tőzsdétől, majd a Városháza és az Operaház mellett jut el a Schwarzenbergplatzhoz, ahol a Belvedere mellett, majd egy külvárosi részen haladva jut el a város délkeleti részén fekvő köztemetőhöz, és onnan tovább Kaiserebersdorf városrészhez.
A 71-es viszonylatszám igencsak kilóg a sorból. Egy korábbi közlekedési tanulmány ezért 4-es számot javasolt a járatnak, de jelenleg nincs napirenden az átszámozás.

## Útvonala
| → Kaiserebersdorf | → Börse |
| --- | --- |
| - Schottenring - Börsegasse - Schlickplatz - Kolingasse - Peregringasse - Wipplingerstraße - Schottenring - Universitätsring - Dr.-Karl-Renner-Ring - Burgring - Opernring - Kärntner Ring - Schwarzenbergplatz - Rennweg - Simmeringer Hauptstraß - Pantucekgasse - Lichnovskygasse - Svetelskystraße - Etrichstraße | - Etrichstraße - Svetelskystraße - Lichnovskygasse - Pantucekgasse - Simmeringer Hauptstraße - Rennweg - Schwarzenbergplatz - Kärntner Ring - Opernring - Burgring - Dr.-Karl-Renner-Ring - Universitätsring - Schottenring |

## Története
A 71-es villamost 1907. február 14-én vezették be, a maihoz nagyban hasonló útvonalon. Északi vége a Schwarzenbergplatz melletti Walfischgasse volt, déli végállomása akár csak ma a köztemető.

A villamospályát 1996-ban meghosszabbították déli irányba Kaiserebersdorfhoz amire rá is vezették ezt a viszonylatot.

A következő átalakítás 2012-ben történt. Ekkor felcserélték a 6-os és 71-es villamosok végállomását, a 6-os meghosszabbodott  Kaiserebersdorfhoz, a 71-est pedig visszavágták a köztemető 3-as kapujáig. Ugyanebben a körben viszont északon meghosszabbították a járatot, ugyanis a Ringen egy félkört megtéve meghosszabbították Schwarzenbergplatztól a Börseig, ezzel jelentősen javítva az átszállási kapcsolatokat és a belváros elérését.
Mivel a meghosszabbodott 6-os vonal már túl hosszúnak bizonyult és zavarérzékenysége miatt kiszámíthatatlanná vált, 2019-ben a 6-ost visszarövidítették Geiereckstraße-ig, és a 71-es, valamint a 67-es átszámozásából létrejött 11-es villamost meghosszabbították Kaiserebersdorf, Zinnergasse megállóig.
2019. szeptember 2-án Favoriten és Simmering kerületek villamosjáratainak átszervezésével a 71-est ismét Kaiserebersdorfig hosszabbították.

## Járművek
A viszonylaton 1989-ben közlekedtek utoljára C1 + c1 összeállítású szerelvények, helyüket ekkor a ma is üzemelő modernebb E2 és c5 pótkocsik vették át. Az alacsony padlós ULF villamosok 2002-ben jelentek meg a vonalon, és jelenleg is a B és B1 altípusú ULFek, valamint a magas padlós E2+c5 szerelvények közlekednek vegyesen. A járműkiadást Simmering kocsiszín biztosítja.

## Megállóhelyei
| 71 (Börse ◄► Kaiserebersdorf, Zinnergasse) | 71 (Börse ◄► Kaiserebersdorf, Zinnergasse) | 71 (Börse ◄► Kaiserebersdorf, Zinnergasse) | 71 (Börse ◄► Kaiserebersdorf, Zinnergasse)            | 71 (Börse ◄► Kaiserebersdorf, Zinnergasse) |
| Perc (↓)                                   | Megállóhely                                | Perc (↑)                                   | Átszállási kapcsolatok                                |                                            |
| ------------------------------------------ | ------------------------------------------ | ------------------------------------------ | ----------------------------------------------------- | ------------------------------------------ |
| 0                                          | Börse végállomás                           | 48                                         | 1, D, U2Z 3A                                          |                                            |
| 1                                          | Schottentor                                | 44                                         | U2 1, 37, 38, 40, 41, 42, 43, 44, D, U2Z 1A, 40A      |                                            |
| 2                                          | Rathausplatz, Burgtheater                  | 43                                         | 1, D, U2Z                                             |                                            |
| 3                                          | Parlament                                  | 42                                         | 1, 2, D, U2Z                                          |                                            |
| 5                                          | Ring, Volkstheater                         | 40                                         | U3 1, 2, 46, 49, D, U2Z 48A                           |                                            |
| 6                                          | Burgring                                   | 39                                         | 1, 2, D, U2Z 57A                                      |                                            |
| 8                                          | Oper, Karlsplatz                           | 37                                         | U1 , U4 1, 2, 62, D, U2Z 2A, 4A, 59A Wiener Lokalbahn |                                            |
| 11                                         | Schwarzenbergplatz                         | 35                                         | 2, D 2A, 4A                                           |                                            |
| 12                                         | Am Heumarkt                                | 32                                         |                                                       |                                            |
| 14                                         | Unteres Belvedere                          | 31                                         |                                                       |                                            |
| 16                                         | Rennweg                                    | 30                                         | S1 , S2 , S3 , S4 , S7 O 77A                          |                                            |
| 18                                         | Kleistgasse                                | 28                                         | 77A                                                   |                                            |
| 19                                         | Oberzellergasse                            | 27                                         | 77A                                                   |                                            |
| 20                                         | Sankt Marx                                 | 25                                         | S7 18 74A                                             |                                            |
| 23                                         | Litfaßstraße                               | 23                                         |                                                       |                                            |
| 24                                         | Molitorgasse                               | 22                                         |                                                       |                                            |
| 25                                         | Zippererstraße                             | 21                                         | U3                                                    |                                            |
| 26                                         | Hauffgasse                                 | 20                                         |                                                       |                                            |
| 28                                         | Enkplatz, Grillgasse                       | 18                                         | U3 11 15A, 76A, 76B                                   |                                            |
| 29                                         | Braunhubergasse                            | 17                                         | 11                                                    |                                            |
| 30                                         | Simmering                                  | 16                                         | U3 S80 11 69A, 72A, 73A                               |                                            |
| 31                                         | Fickeysstraße                              | 14                                         | 11                                                    |                                            |
| 33                                         | Weißenböckstraße                           | 12                                         | 11 69A                                                |                                            |
| 35                                         | Zentralfriedhof 1. Tor                     | 11                                         | 11                                                    |                                            |
| 36                                         | Zentralfriedhof 2. Tor                     | 9                                          | 11                                                    |                                            |
| 38                                         | Zentralfriedhof 3. Tor                     | 8                                          | 11 71A, 71B                                           |                                            |
| 39                                         | Zentralfriedhof 4. Tor                     | 7                                          | 11 71A                                                |                                            |
| 40                                         | Pantucekgasse, Widholzgasse                | 5                                          | 11                                                    |                                            |
| 41                                         | Leberberg                                  | 4                                          | 11                                                    |                                            |
| 42                                         | Svetelskystraße                            | 2                                          | 11 71B                                                |                                            |
| 43                                         | Valiergasse                                | 1                                          | 11 71B, 79A, 79B                                      |                                            |
| 44                                         | Kaiserebersdorf, Zinnergasse végállomás    | 0                                          | 11 71B, 73A, 76B, 79A, 79B                            |                                            |

## Galéria

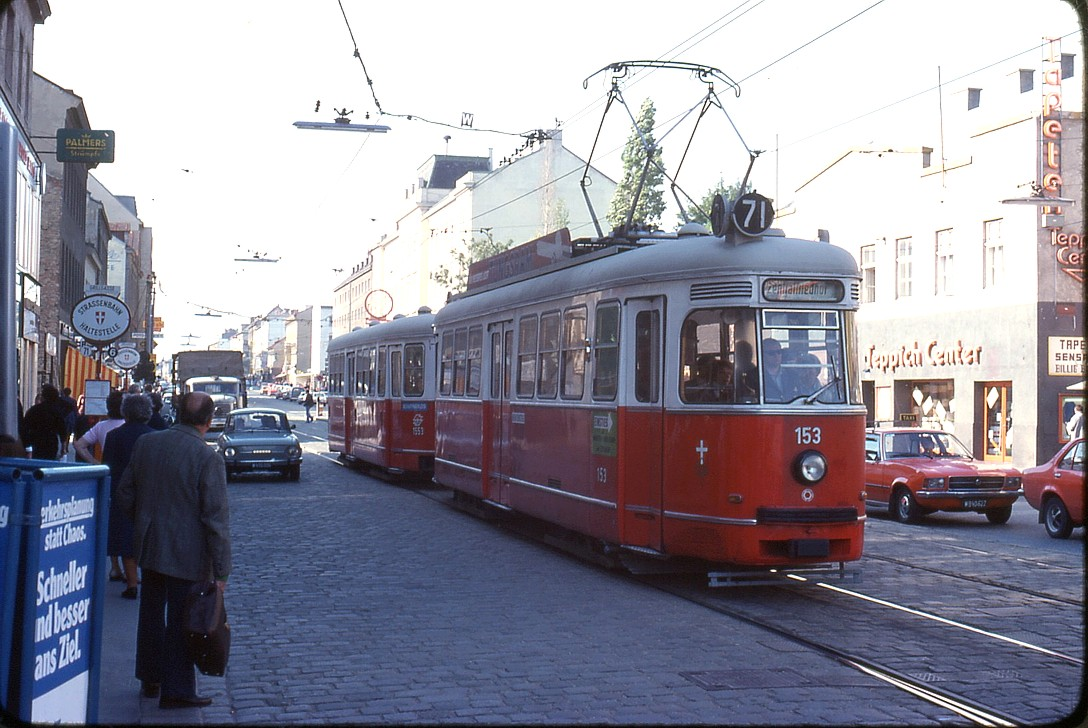
Egy C1 motorkocsi c1 pótkocsival, ez a típus innen 1989-ben búcsúzott
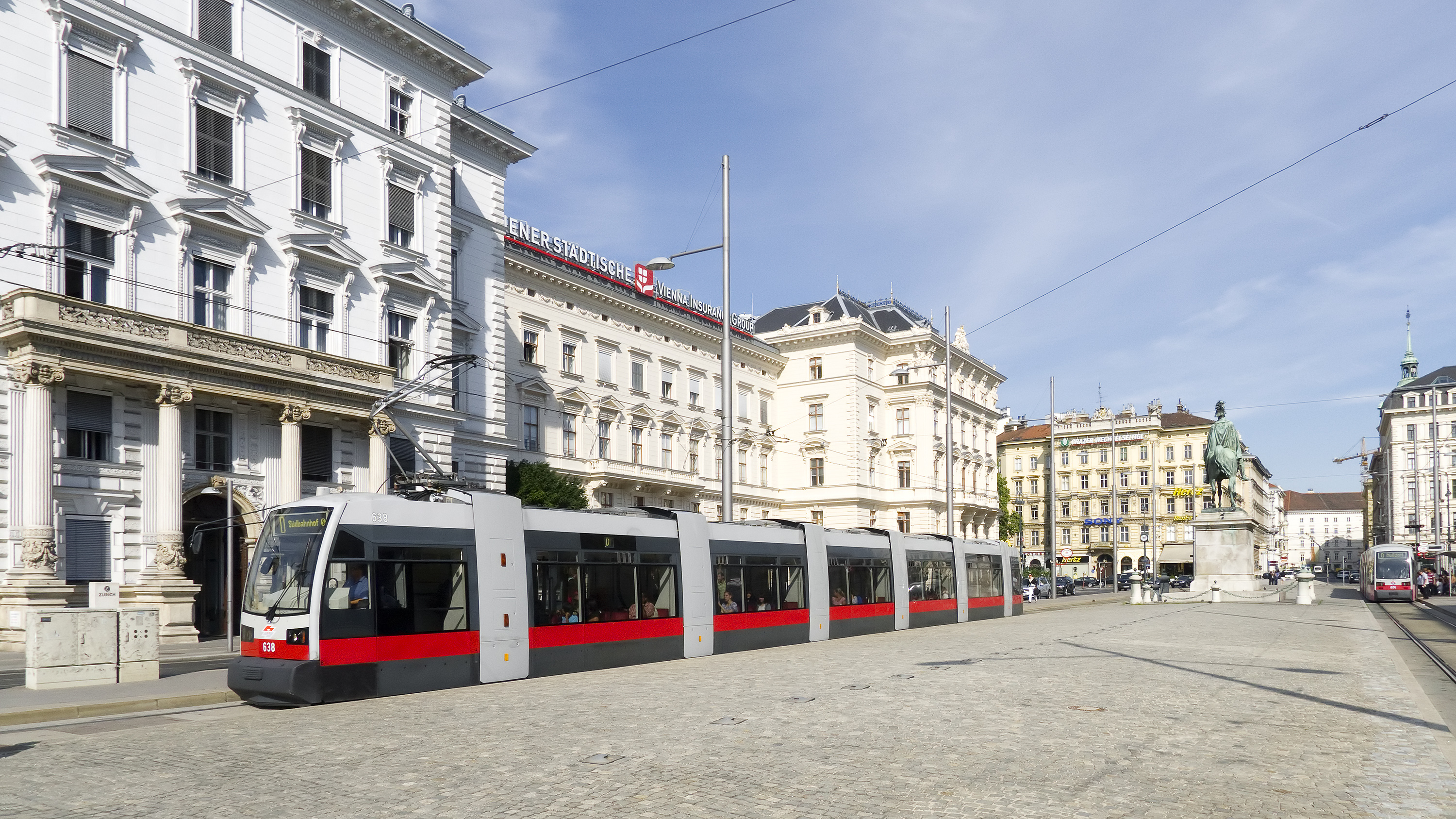
Schwarzenbergplatz
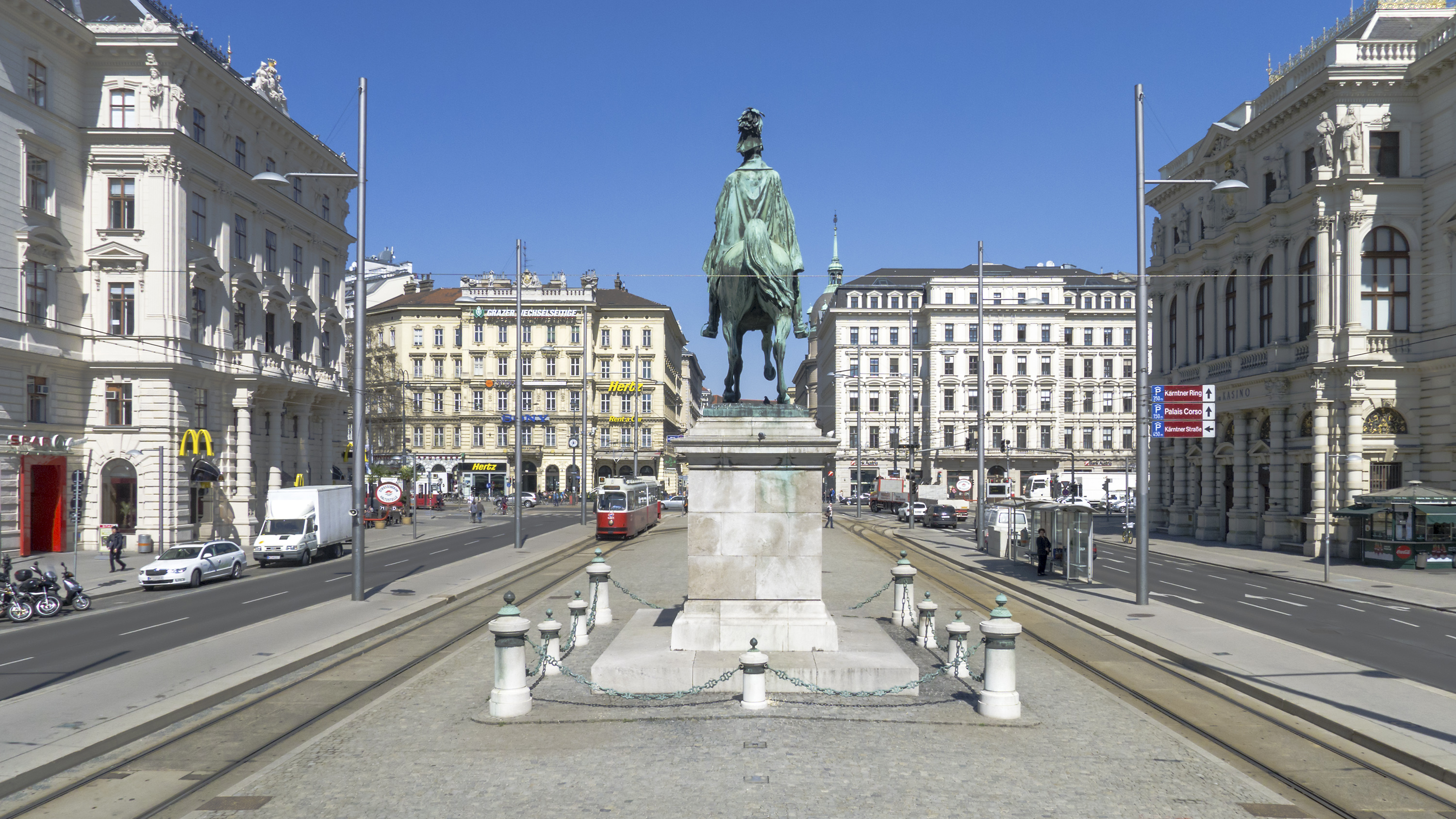
Schwarzenbergplatz
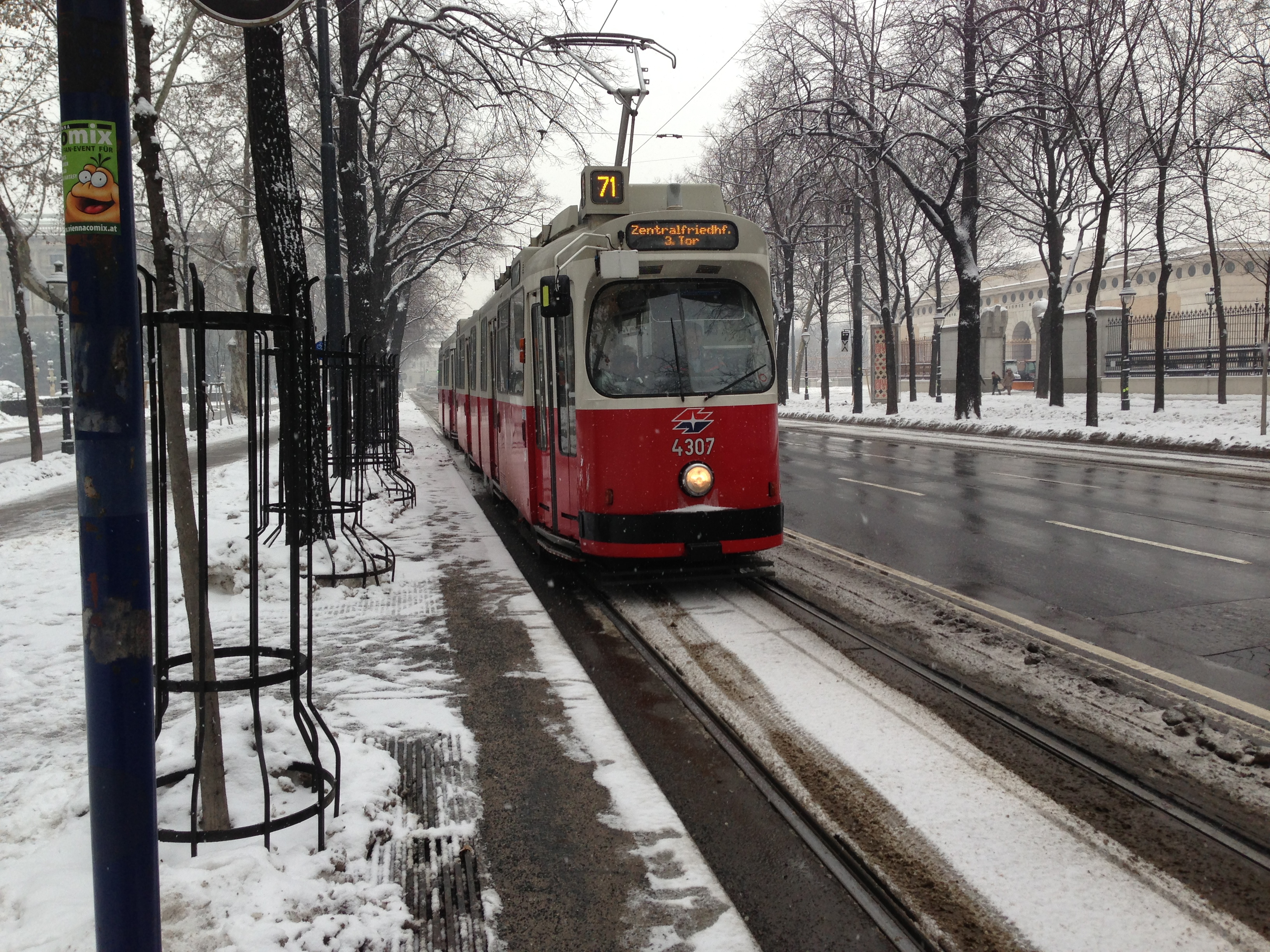
A Ringen
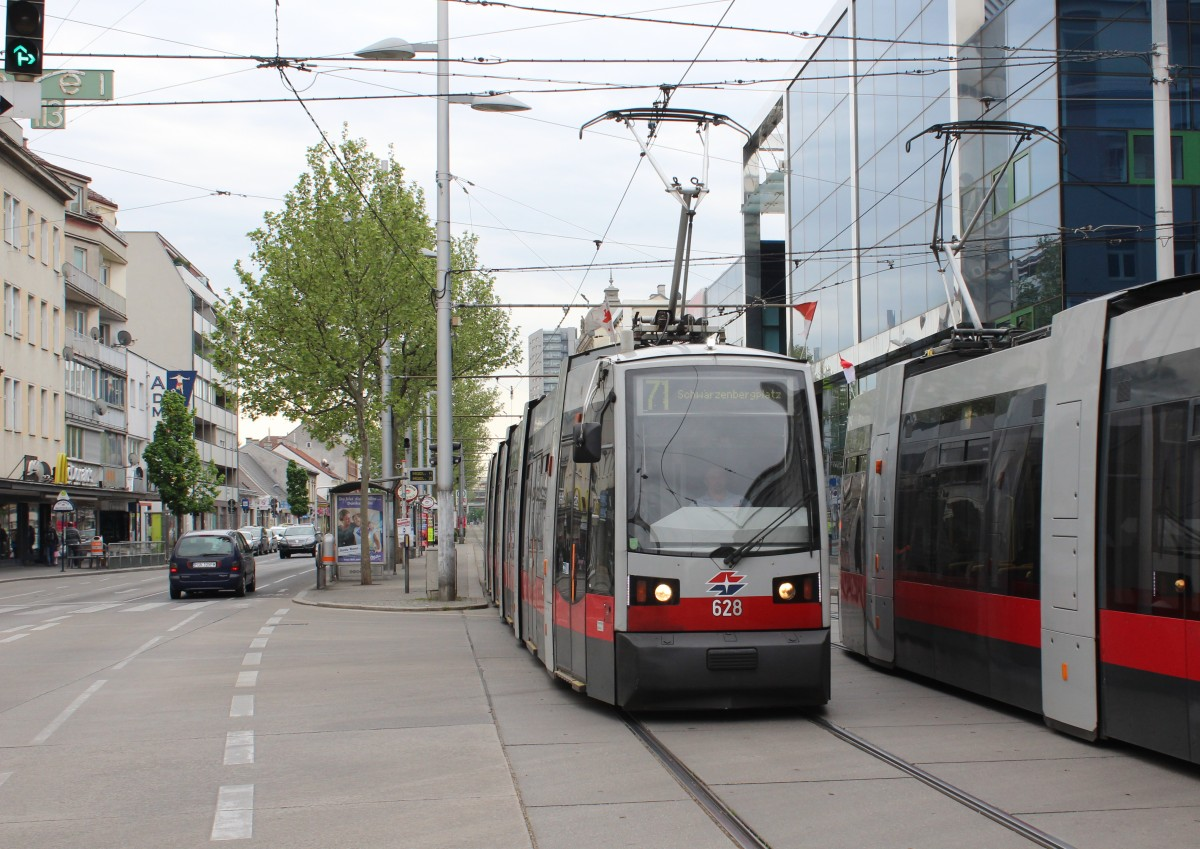
ULF villamosok